# Billie Poole
Lucille „Billie“ Poole (* 21. März 1929 in Edwardsville (Illinois); † 21. Mai 2005) war eine amerikanische Jazz- und Bluessängerin.

## Leben und Wirken
Poole zog mit ihrer Familie 1943 nach Kalifornien, wo sie Chöre gründete, mit denen sie im Radio und bei zahlreichen Konzerten um San Francisco auftrat. 1954 ging sie nach Frankreich, wo sie im Film Les héros sont fatigués mitspielte. Daneben sang sie Spirituals und Jazz. 1959 nahm sie in Paris mit Art Simmons auf; an dieser Aufnahme waren Clark Terry, Elek Bacsik, Michel Gaudry und Kenny Clarke beteiligt. Am 30. August 1961 trat sie live in Joachim Ernst Berendts Sendung Jazz – gehört und gesehen auf (ebenso wie Eric Dolphy); im selben Jahr gab sie ein Gastspiel in Köln, in dessen Anschluss die Kenny Clarke/Francy Boland Big Band sie begleiten sollte. Aus familiären Gründen unterblieb diese Aufnahme, da Poole in die USA zurückkehren musste. Zwei Alben folgten in den 1960er Jahren für Riverside. In Frankreich trat sie 1968 bis 1969 auch mit Memphis Slim auf. In ihren letzten Jahren sang sie in dem von ihrer Schwester Betty Gadling  geleiteten Allen Temple Baptist Church Mass Choir (Hand in Hand).

## Diskographische Hinweise
- Sermonette (mit Jimmy Jones & Orchestra, 1961)
- Confessin’ the Blues (mit Junior Mance, Kenny Burrell, Bob Cranshaw und Mickey Roker, 1963)